# 彩虹山
彩虹山（英語：Mount Rainbow）是南極洲的山峰，位於奧次地，處於澤勒冰川和塞夫頓冰川之間的伯德冰川南岸，海拔高度2,050米，由新西蘭探險隊命名，現時由南極條約體系管理。